# Il banditore
Il banditore, pubblicato nel 1974, è il secondo album di Enzo Del Re.

## Il disco
Tutte le canzoni sono scritte da Del Re, tranne Laudet et benededicitet, scritta da Antonio Infantino.
Il cantautore si accompagna da solo in tutte le canzoni, suonando le percussioni; il disco è registrato in mono.
La copertina è completamente gialla, con soltanto in rosso le scritte con il titolo ed il nome di Del Re.
L'album contiene quella che sicuramente è la canzone più nota di Del Re, Lavorare con lentezza, che sarà utilizzato dalla piccola emittente radiofonica bolognese Radio Alice come sigla di apertura e chiusura delle proprie trasmissioni, e che nel 2004 suggerirà a Guido Chiesa il titolo per il suo film Lavorare con lentezza - Radio Alice 100.6 MHz; la canzone verrà anche inserita nella colonna sonora del film.

## Tracce
LATO A
1. Il banditore
2. Lavorare con lentezza
3. Tengo 'na voglia e fa niente
4. Laudet et benededicitet
5. La fretta
6. La sopravvivenza

LATO B
1. Il superuomo
2. Voglio fare il boia
3. Scimpanzé
4. La 124
5. Comico
6. La rivoluzione